# Тереза Кларамунт
Тереза Кларамунт і Креус (кат. Teresa Claramunt i Creus; нар. 4 червня 1862 — пом. 11 квітня 1932) — каталонська анархо-синдикалістка.

## Життєпис
Вона займалася текстилем і заснувала анархічну групу в Сабаделі під впливом Фернандо Таррідо де Мармоль. Ця група брала участь у страйку протягом семи тижнів 1883 року де вони вимагали тривалість робочого дня 10 годин. У 1892 році, з Ангелою Лопес де Айяла та Амалією Домінго вони сприяли першому іспанському суспільству феміністок «Жінки автономного Товариства Барселона» (Sociedad Autónoma de Mujeres de Barcelona).
Вона була заарештована після вибуху бомби на Гран Театрі дель Лісео в Барселоні в 1893 році й під час репресій Монжуїк (Procés de Montjuïc) (1896), під час яких вона була жорстоко побита. Ці травми будуть надавати дію на частину її життя. Хоча вона не була засуджена за будь-який злочин, після суду жила в Англії до 1898 року. Вона заснувала журнал El Productor (1901) і брала активну участь в соціальних вимогах на початку XX століття. Вона допомагала журналам La Tramuntana і La Revista Blanca та газеті El Rebelde в 1907—1908.
У 1902 році брала участь у мітингах на знак солідарності з учасниками страйку металургійного сектора й у загальному страйку лютого 1902. Вона була заарештована знову після подій трагічного тижня в серпні 1909 і поміщена в Сарагосі, де в 1911 році вона допомогла місцевим спілкам збільшити членство в УНТ і загального страйку 1911, що принесло їй нове ув'язнення. Коли Тереза була вже дуже хвора і прикута між ліжком і кріслом, поліція провела обшук в її квартирі після нападу на кардинала Хуана Сальдевілья і Ромеро в Сарагосі 4 червня 1923 року, шукаючи докази того, що вона була винна в цьому. У 1924 році вона повернулася до Барселони, але параліч поступово віддалив її від громадської діяльності.